# أحمد أديب
أحمد أديب عبد الغفور ((بالديفهي: އަހުމަދު އަދީބު އަބްދުލް ޤަފޫރު)‏; ولد في 11 أبريل 1982م) هو سياسي مالديفي قضى فترة وجيزة في منصب نائب رئيس المالديف في عام 2015م. قبل تعيينه في 22 تموز / يوليو 2015م، شغل منصب وزير السياحة والثقافة والفنون.

## الحياة المهنية المبكرة والحياة الأسرية
ولد أحمد أديب ونشأ في مدينة ماليه. وهو ابن عبد الغفور آدم وShaheema محمد.
أحمد أديب درس في مدرسة المجيدية بالنسبة للتعليم الابتدائي قبل حصوله على درجة البكالوريوس من جامعة ستافوردشير في عام 2007م. وحصل على درجة الماجستير في إدارة الأعمال من جامعة إيدث كوان في عام 2008م.
بدأ أحمد أديب حياته المهنية في عام 2001م في جزر المالديف في الخدمات الجمركية. بعد تخرجه في عام 2008م بدأ العمل التنفيذي للعمليات في ميلينيوم كابيتال القابضة المحدودة، قبل أن ينتخب كأمين صندوق لغرفة التجارة والصناعة المالديفة الوطنية (MNCCI) في العام نفسه. وانتخب في وقت لاحق رئيسا لغرفة التجارة والصناعة المالديفية الوطنية (MNCCI) في عام 2011م. أديب صعد إلى الأضواء في عام 2009م كشاب أكاديمي يناقش مختلف القضايا الاقتصادية التي لها صلة بالحكومة.
أصبح خامس نائب رئيس جزر المالديف في 22 تموز / يوليه 2015م.
في 24 تشرين الأول / أكتوبر 2015م أعلن أن أديب كان قد تم القبض عليه من قبل شرطة جزر المالديف في اتصال مع مهاجمي 28 سبتمبر 2015م الذي استهدف الرئيس عبد الله يمين.
في 5 تشرين الثاني / نوفمبر، أديب أقيل من منصبه من قبل الرئيس باقتراح حجب الثقة من الشعب.
وهو محتجز حاليا في سجن ديدو في انتظار المحاكمة.

## حياته السياسية
بعد جدل استقالة الرئيس محمد نشيد في 7 فبراير 2012 الرئيس وحيد عين أحمد أديب وزيرا السياحة. بعد أن أدى عبد الله يمين اليمين بوصفه رئيس جزر المالديف، في 17 نوفمبر 2013 عُين أحمد أديب وزيرا للسياحة والثقافة والفنون. وبصرف النظر عن كونه وزيرا للسياحة كان أيضا رئيس المجلس الاقتصادي.

## الحياة الشخصية
أحمد أديب متزوج ولديه طفلين، ابن وابنة.

## نائب الرئيس
في تموز / يوليه 2015م، الرئيس عبد الله يمين عين أحمد أديب نائب رئيس جزر المالديف. في مراسم حلف اليمين التي عقدت في مكتب الرئيس حيث أن مراسم حلف اليمين كانت تدار من قبل رئيس المحكمة عبد الله سعيد. مجلس الشعب وافق على ترشيحه بـ 70 صوتا مؤيدا. أحمد أديب كان أصغر نائب رئيس في العالم في ذلك الوقت.